# Provincia de Pailín
La Provincia de Pailín es un territorio administrativo del Reino de Camboya al occidente del país. La provincia está rodeada por la Provincia de Battambang y al oeste limita con Tailandia.

## Historia
Pailín es una de las nuevas divisiones administrativas de Camboya. Fue creado como Distrito especial en 2001 desprendiéndose de la Provincia de Battambang. En 2008 por decreto royal fue nominado al rango de provincia.
Fue uno de los principales fortines de la guerrilla de los Jemeres rojos después de la caída de la Kampuchea Democrática en 1979 y conformó parte de los territorios autónomos bajo control de los Jemeres rojos hasta los tratados de paz nacional. En el pasado era territorio rico en minas de gemas, pero tal riqueza natural fue completamente explotada para soportar la causa de los Jemeres rojos.

## Geografía
El pequeño territorio de Pailín es un valle entre los dos países, Camboya y Tailandia. Aunque la vida moderna entra poco a poco en el territorio que fuera la capital de los Jemeres rojos, las áreas circunvecinas son terreno erosionado por las excavaciones mineras. Todavía hay quien busca gemas preciosas.

## División política
La Provincia está dividida en dos distritos:
- 2401 La Ciudad de Pailín (ប៉ៃលិន).
- 2402 Salá Krau (សាលាក្រៅ)